# Sorbus pallescens
Sorbus pallescens är en rosväxtart som beskrevs av Alfred Rehder. Sorbus pallescens ingår i släktet oxlar, och familjen rosväxter. Inga underarter finns listade i Catalogue of Life.